# Myadestes genibarbis
Myadestes genibarbis là một loài chim trong họ Turdidae.